# Topologie cofinie
La topologie cofinie est la topologie que l'on peut définir sur tout ensemble X de la manière suivante : l'ensemble des ouverts est constitué de l'ensemble vide et parties de X cofinies, c'est-à-dire dont le complémentaire dans X est fini. Formellement, si l'on note τ la topologie cofinie sur X, on a :
ou plus simplement, en définissant la topologie via les fermés :

## Propriétés
- La topologie induite sur une partie Y de X est la topologie cofinie sur Y.
- Sur tout ensemble X, la topologie cofinie est la moins fine des topologies T1.
- Si X est infini, les ouverts non vides de la topologie cofinie sont les éléments du filtre de Fréchet sur X.
- Lorsque X est fini, toute partie de X est cofinie, donc appartient à τ : la topologie cofinie est en fait la topologie discrète sur X.
- Lorsque X est infini, la topologie cofinie n'est pas séparée. A fortiori (puisqu'elle est T1), elle ne vérifie aucun des axiomes de séparation T3, T4 et T5. L'espace X est connexe et localement connexe.
- Plus précisément, la convergence d'une suite dépend de l'ensemble A des valeurs par lesquelles elle repasse une infinité de fois :
  - si A a au moins deux éléments, la suite n'a pas de limite ;
  - si A = {a}, a est l'unique limite de la suite ;
  - si A est vide, la suite converge vers tout point de X.
- Lorsque X est non dénombrable, il n'est pas à bases dénombrables de voisinages.
- Lorsque X a au moins la puissance du continu, il est connexe par arc et localement connexe par arc. En effet, toute application injective du segment [0, 1] dans X est continue.
- Tout espace muni de la topologie cofinie est quasi-compact et séquentiellement compact.

## Exemples
Si X est une variété algébrique de dimension au plus 1, alors son espace topologique sous-jacent est cofini.
La topologie du spectre premier de l'anneau ℤ des entiers est strictement moins fine que la topologie cofinie, car le singleton constitué du point générique (correspondant à l'idéal nul) est fini mais pas fermé.

## Variantes
- En doublant les points de X (c'est-à-dire en prenant la topologie produit de X par un espace grossier à deux éléments) lorsque X est un ensemble infini muni de la topologie cofinie, on obtient un espace quasi-compact ne vérifiant aucun des axiomes de séparation Ti.
- On construit de façon proche la topologie codénombrable.

## Référence
(en) Lynn Arthur Steen et J. Arthur Seebach, Jr., Counterexamples in Topology, Dover, 1995 (1re éd. Springer, 1978), 244 p. (ISBN 978-0-486-68735-3, lire en ligne) exemples 18, 19, 20.